# دوغلاس ديك
دوغلاس ديك (بالإنجليزية: Douglas Dick) مواليد 20 نوفمبر 1920 في تشارلستون، الولايات المتحدة - الوفاة 19 ديسمبر 2015 في لوس أنجلوس، هو ممثل أمريكي بدأ مسيرته الفنية سنة 1946. امتدت مسيرته الفنية لأكثر من 25 عاما.

## الأعمال
- إلى الشمال نحو ألاسكا
- مانيكس

## روابط خارجية
- دوغلاس ديك على موقع IMDb (الإنجليزية)
- دوغلاس ديك على موقع ألو سيني (الفرنسية)
- دوغلاس ديك على موقع تيرنر كلاسيك موفيز (الإنجليزية)
- دوغلاس ديك على موقع أول موفي (الإنجليزية)
- دوغلاس ديك على موقع قاعدة بيانات الأفلام السويدية (السويدية)
- دوغلاس ديك على موقع إن إن دي بي (الإنجليزية)
- دوغلاس ديك على موقع قاعدة بيانات الفيلم (الإنجليزية)
- دوغلاس ديك على موقع كينوبويسك (الروسية)